# Loi portant dispositions diverses sur les Maures de 1790
La loi portant dispositions diverses sur les Maures de 1790 (en anglais Moors Sundry Act of 1790) était une résolution consultative de 1790 adoptée par la Chambre des représentants de Caroline du Sud aux États-Unis, clarifiant le statut de sujets libres du sultan du Maroc, Mohammed ben Abdallah alors résidant dans cet État.

## Pétition des Maures libres
Le 20 janvier 1790, une pétition a été présentée à la Chambre des représentants de Caroline du Sud par un groupe de quatre marocains de confession juive, Francis, Daniel, Hammond et Samuel (ainsi que les épouses : Fatima, Flora, Sarah et Clarinda) qui se qualifiaient comme des sujets de l'empereur marocain et des résidents de l'État. Ils souhaitaient qu'en cas de faute susceptible d'être traduite en justice, et qu'en tant que sujets d'un prince allié aux États-Unis par le biais du Moroccan–American Treaty of Friendship (en), être jugés en tant que citoyens plutôt qu'en vertu du Negro Act de 1740.

## Rapport du comité
Edward Rutledge a fait rapport du comité sur la pétition le même jour et la Chambre a accepté le rapport, qui se lit comme suit : « Ils ont considéré la même chose et sont d'avis qu'aucune loi de cet État ne peut, dans sa construction ou son fonctionnement, s'appliquer à eux, et que les personnes qui étaient des sujets libres de l'empereur du Maroc dans cet État ne peuvent pas être jugées par les lois pour le meilleur ordre et le gouvernement des nègres et autres esclaves ». Néanmoins, comme le rapport n'a pas été transmis à la chambre du Sénat de l'État pour approbation, il n'a jamais fait force de loi mais a servi d'avis consultatif offrant le sens de la Chambre.
Le rapport a ensuite été publié dans le Charleston City Gazette et la Charleston State Gazette de Caroline du Sud.